# Hallescher Dichterkreis
Die Halleschen Dichterkreise waren verschiedene Gruppen von jungen Schriftstellern. Die sich über die Jahrhunderte hinweg in der Universitätsstadt Halle (Saale) oft aus dem universitären Umfeld zu Gesprächen über eigene Lyrik trafen. Seit 2002 trifft sich der Kreis aller vierzehn Tage nicht mehr als Kneipenrunde, sondern in einer alten Villa in der Hordorfer Straße 4, unweit des Neuen Geisteswissenschaftlichen Zentrums „Steintor Campus“.

## Hallescher Dichterkreis 1733
Den ältesten halleschen Dichterkreis gründete 1733 der Pietist Samuel Gotthold Lange (1711–1781). Mitglieder waren Jakob Immanuel Pyra (1715–1744) und andere Theologen. Anfangs waren sie Anhänger Gottscheds, später suchten sie der regelbasierten rationalen Gottschedschen Schule durch Herzfrömmigkeit und Phantasie entgegenzuwirken. Ihr Werk Erweis, dass die Gottschedianische Sekte den Geschmack verderbe (1743) setzte den Zürcher Literaturstreit in Deutschland fort. Sie waren Feinde des Reims, den sie durch Einführung der antiken Versmaße zu verdrängen suchten. Ihre Gedichte erschienen zusammen unter dem Titel Thyrsis’ und Damons freundschaftliche Lieder (Zürich 1745).
Beachtenswert ist, dass diese empfindsame Lyrik später Klopstock anregte, reimlos zu schreiben.
Nach seiner halleschen Zeit trat Lange ein Pfarramt in Laublingen an, wo er seine Schriftsteller-Kontakte einlud. Zahlreiche von Lange in Halle verlegte Literaturzeitschriften wie „Der Gesellige“ oder „Der Glückselige“ oder „Eine Gesellschaft auf dem Lande“ sind Spiegel der reichen literarischen Zeit und zeigen, welchen Wert die Freundschaft spielte. In verschiedenen Quellen bezeichnete man dieses Engagement von Lange und seine häufigen Einladungen zu sich auch als Laublinger Dichterkreis.
Lange übersetzte die Oden von Horaz und die Ars poetica (Horaz), die größtenteils als Poetik also Anleitung zum Dichten diente. Sie umfasst insbesondere jene Stellen die Horaz‘ Einführung in den römischen Dichterkreis des Gaius Maecenas betreffen, der als Urvater aller Mäzene für junge Dichter angesehen wird. Trotz aller Kontroversen und des massiven Kritizismus, den Gottsched diesen Übersetzungen angedeihen ließ, stellt dies doch einen Beleg dafür dar, dass Lange die Bedeutung der Rolle des Kreises seiner Freunde der Sprache und "Beredsamkeit" hoch schätzte.

## Hallescher Dichterkreis 1739
Der Hallesche Dichterkreis wurde 1739 von Johann Peter Uz (1720–1796), Johann Wilhelm Ludwig Gleim (1719–1803) und Johann Nikolaus Götz (1721–1781) als Gegenmodell zum pietistisch geprägten älteren halleschen Dichterkreis gegründet. Sie versuchten als Vertreter der Hallischen Anakreontik eine deutsche Rokokodichtung zu begründen. Das „memento mori“/„vanitas“ des Barock weicht einer lebensbetonten leichten Lyrik („carpe diem“), die nun auch alltägliche Zusammenhänge bedichtet. Impulse erhielten die halleschen Dichter aus den philosophischen Vorlesungen Alexander Gottlieb Baumgartens und Georg Friedrich Meiers. Insbesondere die Versetzung ihres Privatdozenten Baumgartens durch den König Friedrich I. (Preußen) an die Brandenburgische Universität Frankfurt bildete für die Gruppe einen Moment der Gemeinsamkeit. Man schrieb erfolgreich eine Petition gegen die Versetzung und der Monarch gestattete ein letztes Semester Vorlesungen 1739 in Halle.
Gleichzeitig entwickelte sich ein Kreis der Anakreontiker um den in Hamburg wirkenden Friedrich von Hagedorn (1708–1754). Der auf die halleschen Dichter aufmerksam wurde und sich mit Gleim anfreundete. Gleim war der Verfasser der ersten Publikation, die eigene anakreontische Texte enthielt. Sie wurden 1744 zunächst anonym unter dem Titel „Versuch in Scherzhaften Liedern“ verlegt. Gleim nannte man dafür später nicht zu Unrecht den „deutschen Anakreon“.
Götz brachte 1746 die voreilige Veröffentlichung einer gemeinsam mit Uz realisierten ersten vollständigen Nachdichtung des griechischen Originals Anakreons heraus. Die Oden Anakreons in reimlosen Versen; zum Ärger Uzens, der sie noch nicht für druckreif hielt.
Aber auch Götz schrieb eigene anakreontische Texte, die er als "Versuch eines Wormsers in Gedichten" anonym veröffentlichte. Uz publizierte ebenfalls empfindsame anakrontische Texte 1749 als „Lyrischen Gedichte“
Meist erfolgten die Veröffentlichungen anonym, weil der moralische Kompass der Kritik und der Zeit auf den sittlichen Verfall in den Texten zeigte.
Charakteristisch für diese frühe Phase ist, ein Gegenmodell zum Pietismus in Halle zu entwerfen und eine Kultur der Sinnlichkeit – auch in Abkehr von barocker Todesfurcht – zu besingen. Themenkreise sind Liebe, Wein, Scherze, Tanz und heitere Geselligkeit. Der ganze Mensch jenseits von Vernunft und Arbeitsethos wird in den Blick genommen. Zentralmotive sind die Schäferei und Bacchus (Dionysos).

## Hallescher Dichterkreis 1991
Der Hallesche Dichterkreis wurde im Anschluss an ein Lyrikseminar an der Martin-Luther-Universität Halle 1991 von Ralf Meyer, Gero Hirschelmann, Volker Dietzel und anderen wieder gegründet. Der Dichterkreis umfasste 2006 rund 25 Literaten, die sich regelmäßig zur Schreibwerkstatt treffen. Zahlreiche Romane wie zum Beispiel Konzert für Stubenfliege und Orchester von Wolfgang Rüb wurden im Halleschen Dichterkreis in der Entstehungszeit besprochen; er ist eine wichtige Anlaufstelle für Nachwuchsautoren in der Literaturlandschaft Mitteldeutschlands geworden. Während in den ersten Jahren sich insbesondere junge Lyriker zusammenfanden, die um die Wiederentdeckung des literarischen Pathos stritten, kamen in den späteren Jahren auch Prosaautoren hinzu. Grundmaximen der gemeinsamen Arbeit sind, dass Texte funktionieren müssen und dass sie einer inneren Logik gehorchen.
Wichtige Vertreter des Kreises sind der Lyrik-Dichter und Pastor Olaf Wisch, von dem erste Gedichte in seinem Autorenheft im Förderkreis der Schriftsteller erschienen sind. Auch Marco Organo mit seinen beiden Gedichtbänden „Dorfschönheiten“ und „Stockangelrecht“ ist ein häufiger Gast der Runde. Ebenso Michael Spyra, der die Bände „Auf die Apfel hatte der Herbst geboxt“, „Die Berichte des Voyeurs“ und „In Auflösung begriffen“ veröffentlicht hat. Oft wird in der Runde auch die lakonische Lyrik von Dirk Bierbaß verhandelt, der die Bände „Ausschankschluss“ und „Sackgesicht“ veröffentlicht hat. Udo Grashoff bereichert den Kreis auch als Historiker. Von ihm erschienen die Bände „Ein Stück Schnee verteidigen“ und „Schiefe Menhiere“ Ronald Gruner ist der performative Lyriker, der auch Darsteller ist. Die Romanschriftsteller Christine Hoba und Gabriel Machemer tragen seit langem Teile ihres im Entstehen begriffenen Prosawerks vor. Der Lyriker und Lektor André Schinkel mit zahlreichen Veröffentlichungen gehört zu den ältesten Mitgliedern der Runde, ebenso Simone Trieder, die oft Sachthemen verarbeitet. Erwähnt werden sollten noch Peter Berg und Christian Kreis, der Satiriker und Humorist. Auch Detlef Färber schreibt humorvolle Gedichte, beispielsweise trat er hervor mit „Meine philosophische Friseuse“, auch er holt sich Rat für die Veröffentlichungen in der Runde ein.
Schließlich gehört auch Marina Zühlke dazu, die selbst nie etwas vorträgt, aber deren Urteile gut begründet sind.

## Werke
Neben zahlreichen Veröffentlichungen der einzelnen Autoren gab es auch gemeinschaftliche Publikationen.
- 1993 entstand die Anthologie intermezzo sich pfählender schlangen.
- Thomas Böhme, Gero Hirschelmann und Udo Grashoff gaben 1994 bis 1997 die Hefte der Edition Pulverweide heraus.
- "Weltbewegend" Themenheft. Herausgegeben vom Hallenschen Dichterkreis 2020. Broschüre mit 18 Texten, Auswahl von Christian Kreis und zahlreichen Illustrationen von Gabriel Machemer